# جوزيف ماريرو
جوزيف ماريرو (بالإنجليزية: Joseph Marrero)‏ (9 أبريل 1993 في بورتوريكو - ) هو لاعب كرة قدم أمريكي في مركز الهجوم. شارك مع منتخب بورتوريكو لكرة القدم. أما مع النوادي، فقد لعب مع Kultsu FC ‏ وPuerto Rico Islanders ‏ وPuerto Rico FC ‏ وAcademia Quintana ‏.

## وصلات خارجية
- جوزيف ماريرو على موقع الاتحاد الدولي (مؤرشف)  (الإنجليزية)
- جوزيف ماريرو على موقع قاعدة بيانات كرة القدم.إي يو (الإنجليزية)
- جوزيف ماريرو على موقع ناشيونال فوتبول تيمز (الإنجليزية)
- جوزيف ماريرو على موقع Soccerway.com (الإنجليزية)
- جوزيف ماريرو على موقع عالم كرة القدم.نت (الإنجليزية)